# George De Peana
George De Peana (* 5. Juli 1936 in Georgetown; † 26. Juli 2021 in Trinidad und Tobago) war ein guyanischer Leichtathlet und Gewerkschafter.

## Leben
George De Peana begann Anfang der 1950er Jahre mit dem Laufsport. In seinem ersten Crosslauf, an dem fast 400 Athleten starteten, belegte er den sechsten Platz. Bei seinem ersten Rennen außerhalb seiner Heimat gewann De Peana eine Bronzemedaille und war somit für die Olympischen Sommerspiele 1956 in Melbourne qualifiziert. Da die Guyana Olympic Association aus finanziellen Gründen jedoch nur vier Athleten nach Melbourne entsenden konnte, startete De Peana nicht. Aufgrund dessen wollte er seine Karriere beenden. Der Schotte Ken Richardson, der als Versandleiter bei De Peanas Arbeitgeber Sandbach Parker & Company tätig war, überredete ihn weiterzumachen. De Peana wurde zwischen 1956 und 1960 einer der besten Langstreckenläufer der Karibik und gewann 1957 bei den Westindischen Meisterschaften die Rennen über 5000 und 10.000 Meter. In den folgenden beiden Jahren verteidigte er seine Titel und nahm an den British Empire and Commonwealth Games 1958 sowie an den Panamerikanischen Spielen 1959 teil. Dort wurde er Vierter über 5000 und Fünfter über 10.000 Meter. Bei den Olympischen Sommerspielen 1960 in Rom schied er über 5000 Meter als Letzter seines Vorlaufes aus. Den Lauf über 10.000 Meter trat er nicht an. Wenig später beendete De Peana seine Karriere.
Nach seiner Sportlerkarriere war De Peana als Gewerkschafter tätig. 2002 wurde er mit dem Cacique Crown of Honour ausgezeichnet. Er war verheiratet und hatte drei Kinder.